# 小嘴斑海雀
小嘴斑海雀（學名：Brachyramphus brevirostris）是一種分布於阿拉斯加與西伯利亞東部水域，近危的海雀，其種小名brevirostris來自首次採集本種的德國動物學家海因里希·馮·基特利茨。不同於一般水鳥通常聚居，小嘴斑海雀與其近親斑海雀一樣在山頂不同位置單獨築巢，其巢穴在被鳥類學家發現並描述前早已為美洲原住民所熟知。人們對小嘴斑海雀的了解甚少，直到近年才漸有關於本種與斑海雀的瀕危狀況的研究出現。
有統計顯示1989年的阿拉斯加港灣漏油事件造成全世界小嘴斑海雀的族群減少了5-10%。
小嘴斑海雀体重约234克，翼长约138毫米，嘴峰长约20.7毫米，喙宽度约3.7毫米，喙厚度约5.4毫米，跗蹠长约15.3毫米，尾长约36.8毫米。小嘴斑海雀是候鸟，其栖息在开放的海洋及海岛环境中，食性为肉食性，主要食物来源是水生动物。